# Rocaille

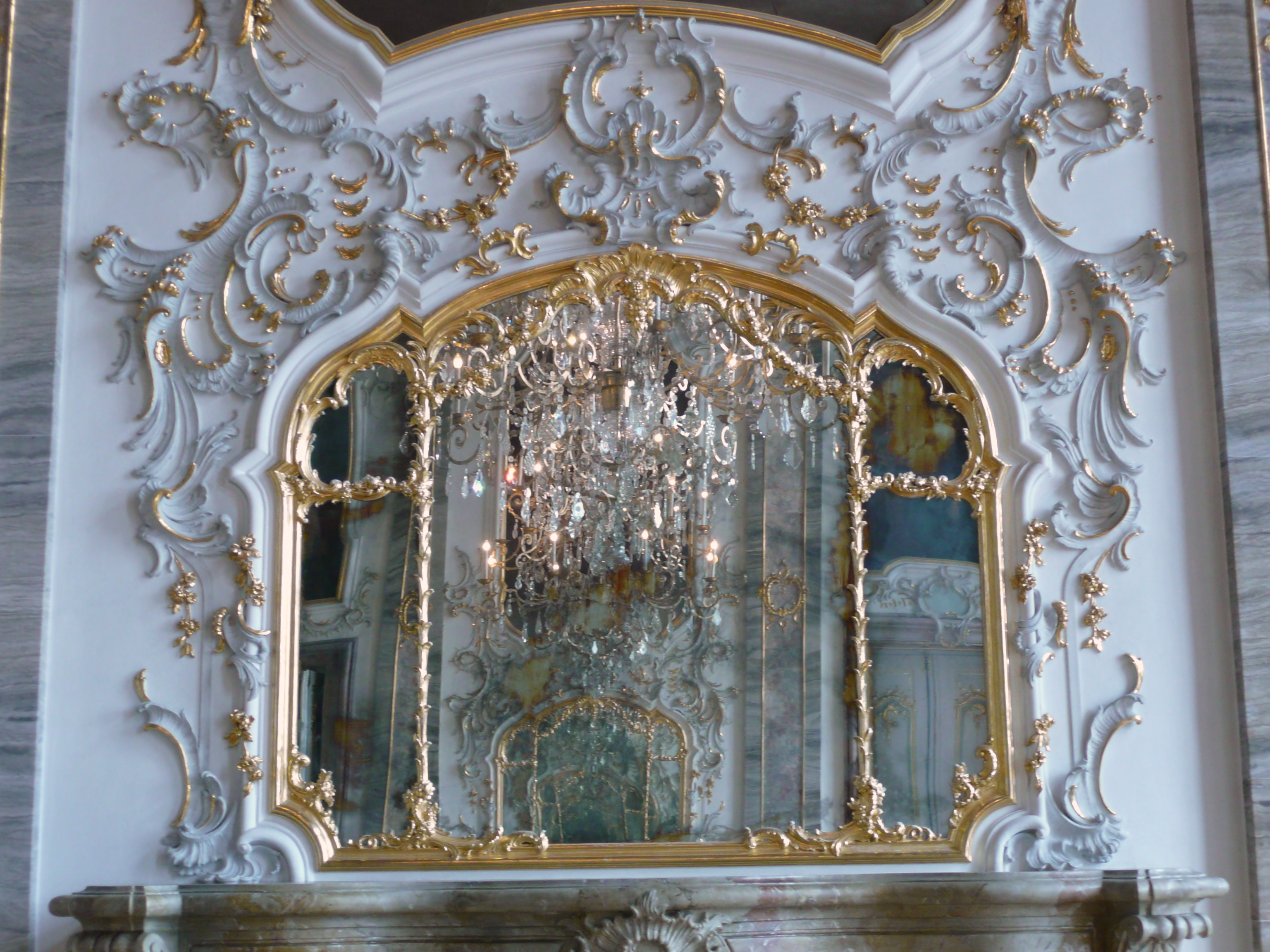
Espejo con marco de rocaille en el Palacio de Ludwigsburg.

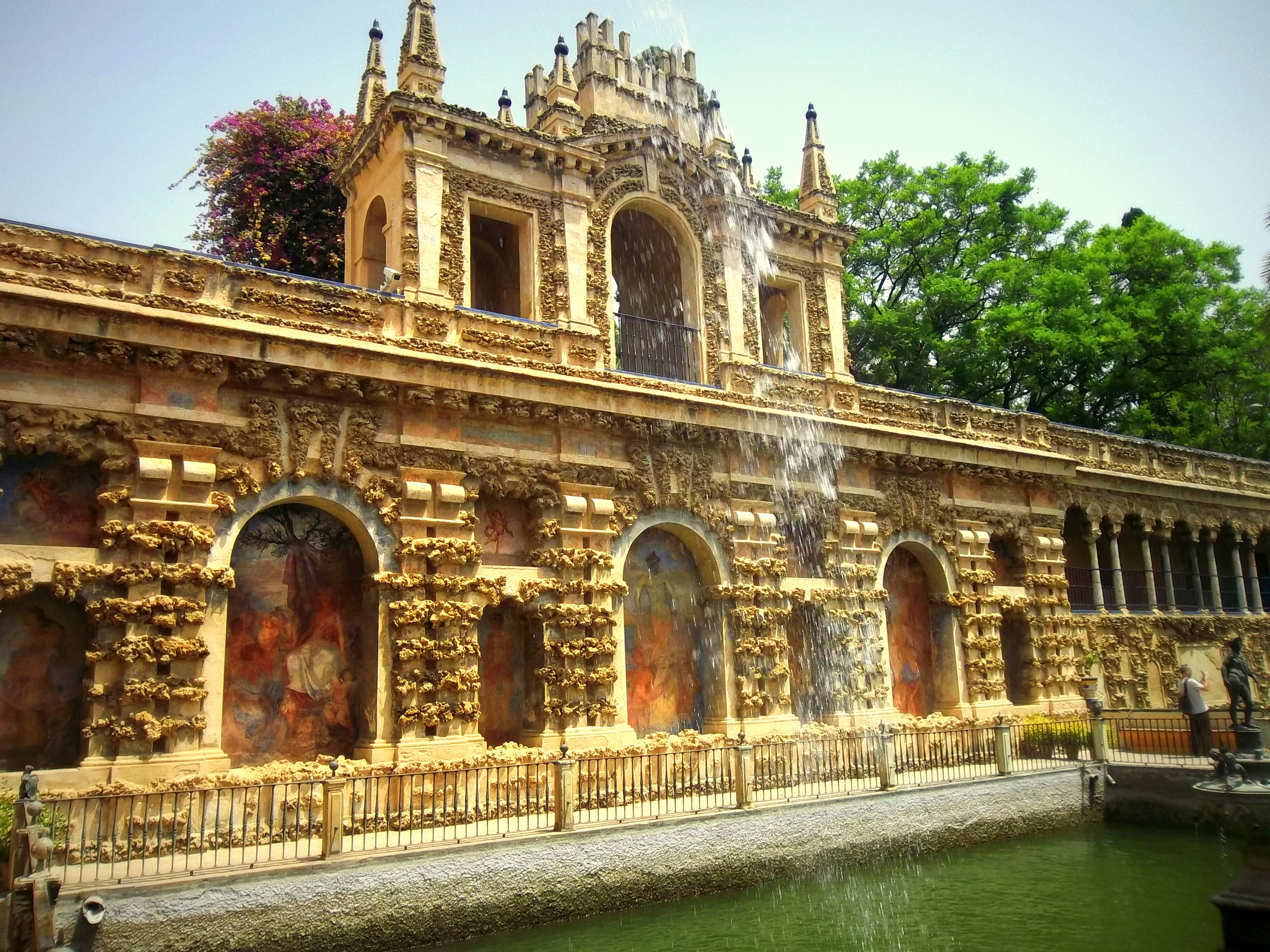
Galería del grutesco en el Estanque de Mercurio de los Reales Alcázares de Sevilla.

Rocaille es una palabra francesa utilizada extensamente en castellano como término artístico, y que puede designar a una forma de decoración de interiores o a un elemento de decoración exterior en jardinería. El DRAE recoge este uso como uno de los de la palabra castellana "rocalla" (además de otras dos definiciones: como abalorio grueso o como conjunto de piedras pequeñas desprendidas de rocas mayores).
Como forma de decoración de interiores (en marcos, torneado de maderas o estucos, etc.) es una decoración asimétrica, inspirada en el arte chino, que imita los contornos irregulares de las piedras; y que junto a la coquille (que imita contornos de conchas) define el término rococó o estilo Luis XV, propio de la primera mitad del siglo XVIII (especialmente de las décadas centrales del siglo).
Por su lado, la rocalla es un elemento de decoración exterior en jardinería, inspirado en el anterior y aplicado a la ornamentación de fuentes, grutas decorativas (véase grutesco) y elementos similares con formas retorcidas a imitación de plantas, coquillages y rocas naturales o artificiales de formas caprichosas.
El neoclasicismo de la segunda mitad del siglo XVIII y la primera del XIX reaccionó contra los excesos decorativos de la rocaille, prefiriendo la pureza de líneas y los elementos estructurales nítidos. El modernismo de finales del siglo XIX y comienzos del siglo XX volvió a utilizar de modo profuso la decoración a base de elementos vegetales retorcidos o marcando amplias líneas curvas.

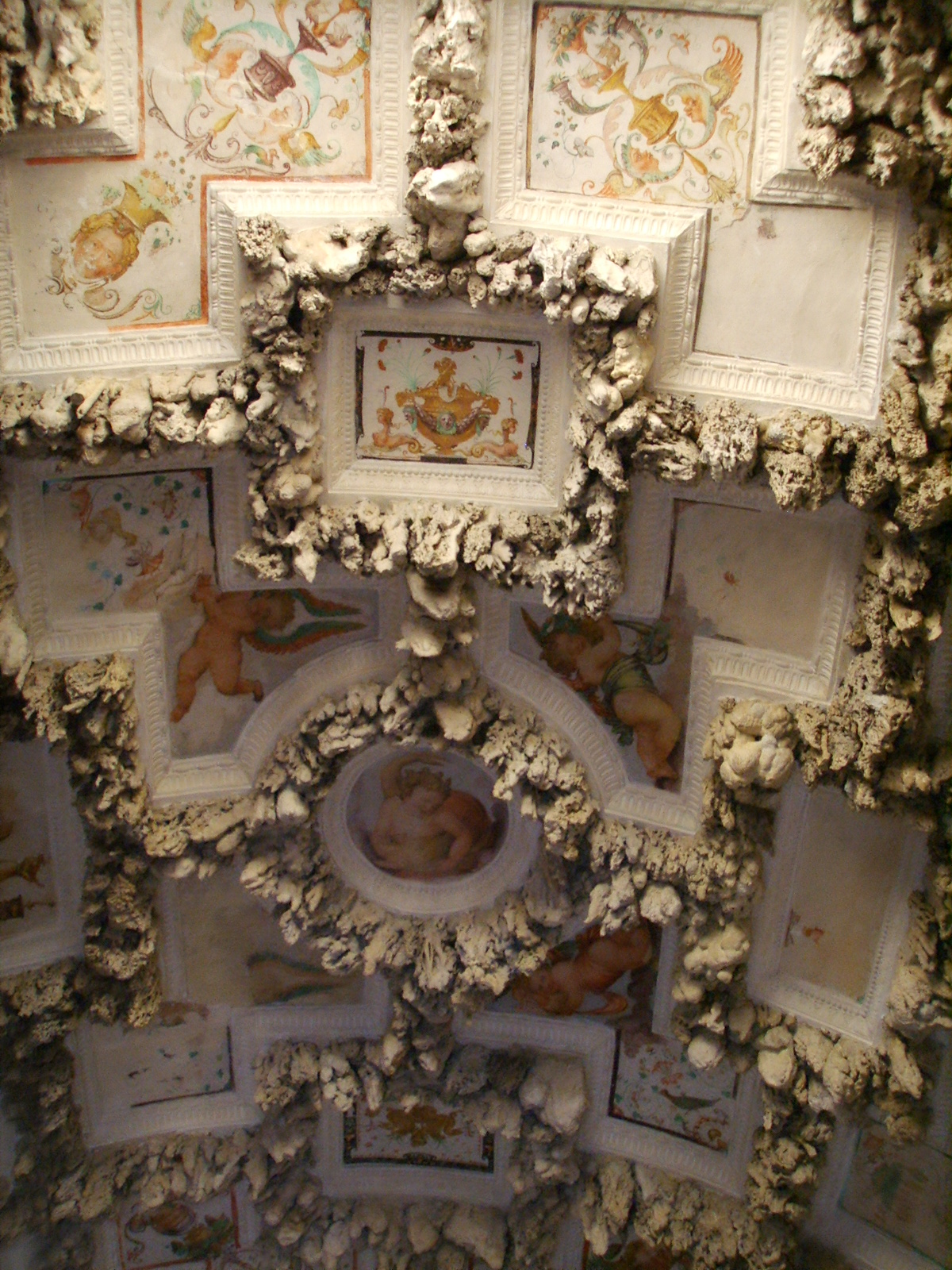
Grotticina della Madama, Florencia.
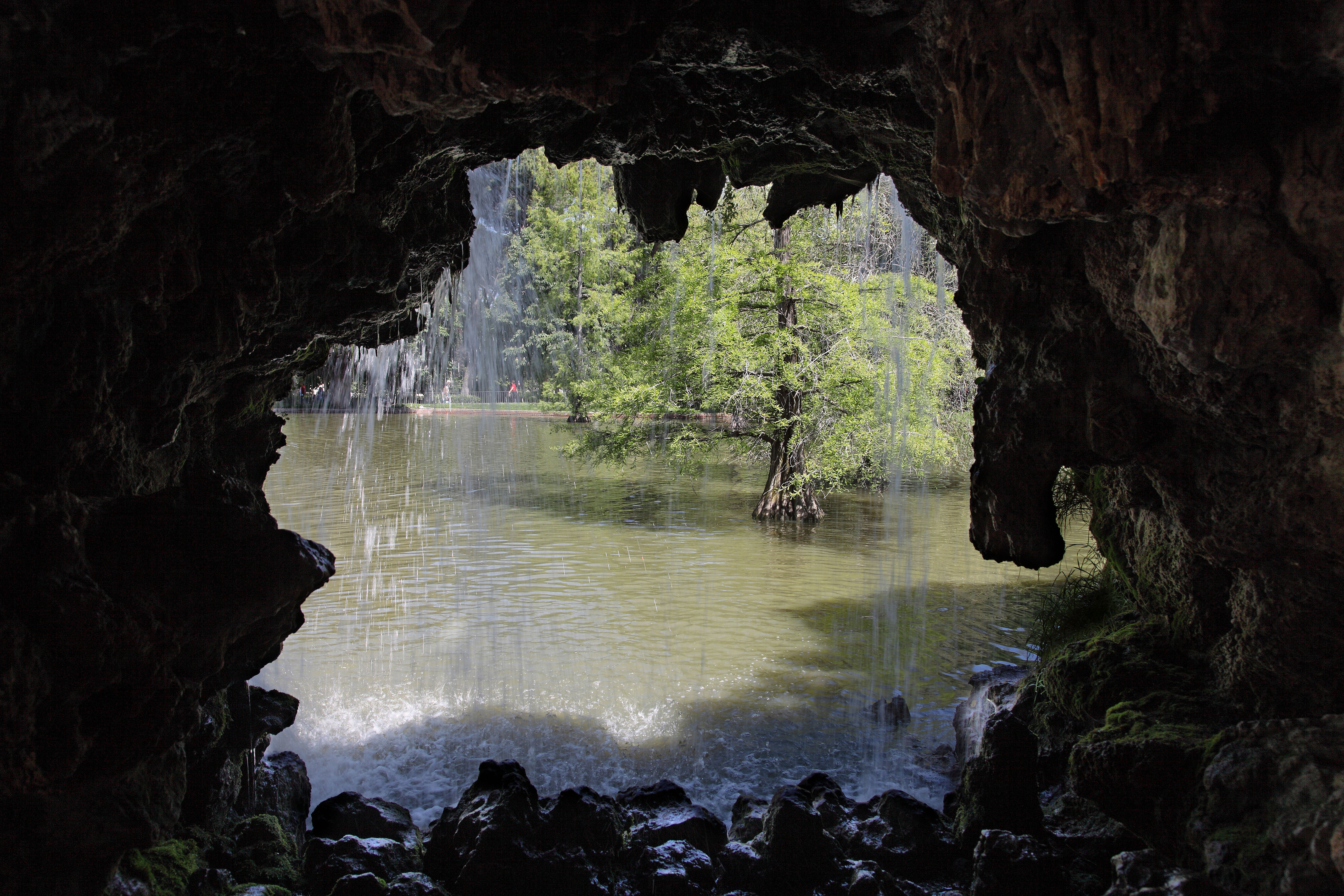
Cueva artificial del estanque frente al Palacio de Cristal del Retiro, Madrid.